# Mathilde Filloz
Mathilde Filloz (ou Mathilde Hérat, née le 1er juillet 1912 à Scey-sur-Saône et décédée le 30 mai 2014 à Orange), receveuse des postes de profession, est une militante communiste et syndicaliste, résistante durant la Seconde Guerre mondiale, conseillère municipale de Besançon de 1947 à 1952.

## Biographie

### Jeunesse
Mathilde Hérat est née le 1er juillet 1912 à Scey-sur-Saône de parents marchands-forains. Son père, André Hérat est porté disparu lors de la Première guerre mondiale, le 6 août 1914. Elle devient pupille de la nation le 20 juin 1919. Elle raconte que sa famille est modeste et vit tristement  dans l'espoir du retour du père. Sa mère, Antonia Prantois, élève seule ses deux enfants. Elle fait des travaux de couture pour gagner sa vie,.
Elle passe le brevet élémentaire, puis, après trois ans de collège, le brevet supérieur. Elle se présente ensuite au concours de l’École normale pour devenir institutrice. Mais sa mère tombe malade et elle doit travailler pour gagner sa vie. Elle devient auxiliaire des Postes, téléphone et télécommunications (PTT), est titularisée en 1930 à Montbozon et mutée à Vesoul en 1932. C'est là qu'elle rencontre Joseph Filloz qui sort de l’École des arts et métiers de Châlons-sur-Marne. Elle l'épouse après en avoir demandé l'autorisation à sa hiérarchie, comme l'exige la loi à l'époque des femmes travaillant dans l'administration publique. Ils auront trois enfants.
Mathilde Hérat adhère à la Confédération générale du travail unitaire (CGT) et au Parti communiste en 1932.
En 1939, Joseph Filloz est muté à Besançon et Mathilde à Clerval, où ils s'installent.

### La Résistance
Tous deux entrent dans la Résistance. Ils rejoignent le Front National de lutte pour la Libération et l’Indépendance de la France en 1941.
Joseph Filloz effectue des actions importantes dans la lutte armée et les sabotages. Mathilde Filloz, comme receveuse des postes, a un accès aux conversations téléphoniques allemandes qu'elle communique aux groupes de résistants. Comme elle est habilitée à porter les télégrammes, elle peut aussi franchir les barrages allemands en cas de nécessité, pour alerter les maquisards. Elle collecte des fonds pour les résistants sans ressources. En octobre 1942, elle surveille la police et les troupes allemandes pour le groupe de Francs tireurs et partisans (FTP) Pégeot de Viethorey. Elle sabote aussi les circuits postaux allemands et assure les liaisons téléphoniques durant la libération de Clerval en septembre 1944.

### L'après guerre
Mathilde Filloz milite au Parti communiste. De secrétaire de la cellule communiste de sa commune, elle devient rapidement secrétaire fédérale adjointe. Elle reste au bureau fédéral jusqu'en 1952. Dans son travail, ses engagements lui valent de nombreuses sanctions et des mutations d’office qui sont amnistiées en 1981. Au gré de ses fréquents déménagements, elle occupe des responsabilités importantes dans plusieurs départements. Elle est déléguée aux Xe, XIe, XIIe, XIIIe et XIVe congrès du Parti communiste.
Elle est conseillère municipale de Besançon de 1947 à 1952. Elle est candidate aux élections législatives dans le Doubs en 1946 avec Léon Nicod, aux cantonales en 1951 à Langres et aux municipales à Orange en 1971.
Mathilde Filloz est également une militante syndicale importante dans le Doubs et la Haute-Marne. Elle est secrétaire de syndicat du Doubs des agents de la Fédération postale CGT de 1947 à 1952. Elle est la première femme membre de la commission administrative de l’Union départementale CGT du Doubs en 1948 et elle siège au bureau en 1950. Elle cherche à entraîner d’autres femmes à prendre des responsabilités syndicales, bien qu'elle constate qu'elle-même a toujours moins de visibilité que les hommes dans ses activités militantes.
« Les femmes sont ainsi, elles ont fait des choses aussi belles, aussi grandes, aussi difficiles que les hommes, mais elles ne l'ont pas dit ».
Mathilde Filloz occupa aussi des fonctions dirigeantes au sein de l’Union des femmes françaises (UFF) dans le Doubs en 1945, à Marseille en 1958, à Nice en 1960 et au sein du Mouvement de la paix à Besançon en 1948.
Elle cesse ses activités au sein du Parti communiste en 1982 et le quitte en 1988, peu après l’exclusion de ses camarades reconstructeurs de la fédération du Doubs.
Mathilde Filloz vit à Orange où elle écrit des nouvelles et des poèmes. Devenue veuve, elle y décède le 30 mai 2014.

## Publications
- Joseph Filloz, Mathilde Filloz, Quelle horreur la guerre ! de 1940 à 1945, dans un coin de Franche-Comté, l'invasion, la Résistance, la Libération, M. Filloz, 2002  (ISBN 978-2-9512077-2-1)